# Casbah
Casbah is een populaire Japanse thrashmetal-band uit Chiba, geformeerd door Taka Hatori en originele gitarist Nariaki Kida in 1983. Tevens is het een van de eerste bands uit Japan in dit genre.

## Biografie
In hun vroegere dagen droegen ze typerende 80's Metal kostuums à la Kiss en Seikima-II. Ook hadden ze zwarte lijnen van make-up op onder andere hun wangen en voorhoofd. Ze speelde een zware vorm van speedmetal, wat later bekend zal worden als thrashmetal. Casbah was dan ook een vrij onbekende band buiten Japan, maar ze waren wel een van de eerste wave van bands die de bodem voor de thrashmetal hebben gelegd. Hun stijl werd ook wel getypeerd als "deathrash" (fusie tussen deathmetal en thrashmetal). Casbah speelde meedogenloos hard en ongelooflijk snel. Hun teksten bevatte onderwerpen als oorlog, pijn, vernietiging, slachting/mishandeling van mensen en de dood. In 1985 laat de band een nummer achter op de Heavy Metal Force III compilatie-lp.
Met hun ep-single Russian Roulette kregen ze veel respect en aanzien in de thrash/deathmetal-scene. De B-kant van deze single bevatte deathmetal, een nummer dat door velen wordt gezien als een van de eerste nummers die pure aspecten bevatte van het gelijknamig genre.
Casbah deelde tijdens toeren vaak het podium met soortgelijke bands als Jurassic Jade, Shell Shock, Hellchild, Outrage, Doom en United, waar ze veel vriendschappelijke relaties aan over hebben gehouden.

## Bandleden

### Laatst bekende lineup
- Taka Hatori (zang)
- Ryo Murayama (gitaar)
- Takatoshi Kodaira (bass)
- Suguru Kobayashi (drums)

### Ex-leden
- Nariaki Kida (gitaar)
- Kouichi Mitani (basgitaar)
- Takashi Usui (drums)

## Discografie

### Demo's
- 1987 - Infinite Pain
- 1989 - Demo '89
- 1991 - The Cloning
- 1992 - Swan Song
- 1994 - March Of The Final Decade

### Albums
- 1997 - Bold Statement

### Singles/ep's
- 1985 - Live (Single)
- 1986 - Russian Roulette (Single)
- 1999 - Barefooted On Earth #1 (Single)
- 1999 - Barefooted On Earth #2 (Single)

### Compilaties
- 1998 - Dinosaurs
- 2005 - Russian Roulette - No Posers Allowed 1985-1994 (2 cd)
- 2006 - Infinite Pain ~ Official Bootleg 1985-2006 (dvd + cd)